# Стоянка (Бучанський район)
Сто́янка —  село в Україні, у Бучанському районі Київської області. Населення становить 405 осіб. Входить до складу Білогородської сільської громади.

## Розташування
Село розташоване за 5 кілометрів на захід від Києва.
Сусідні населені пункти:

## Історія

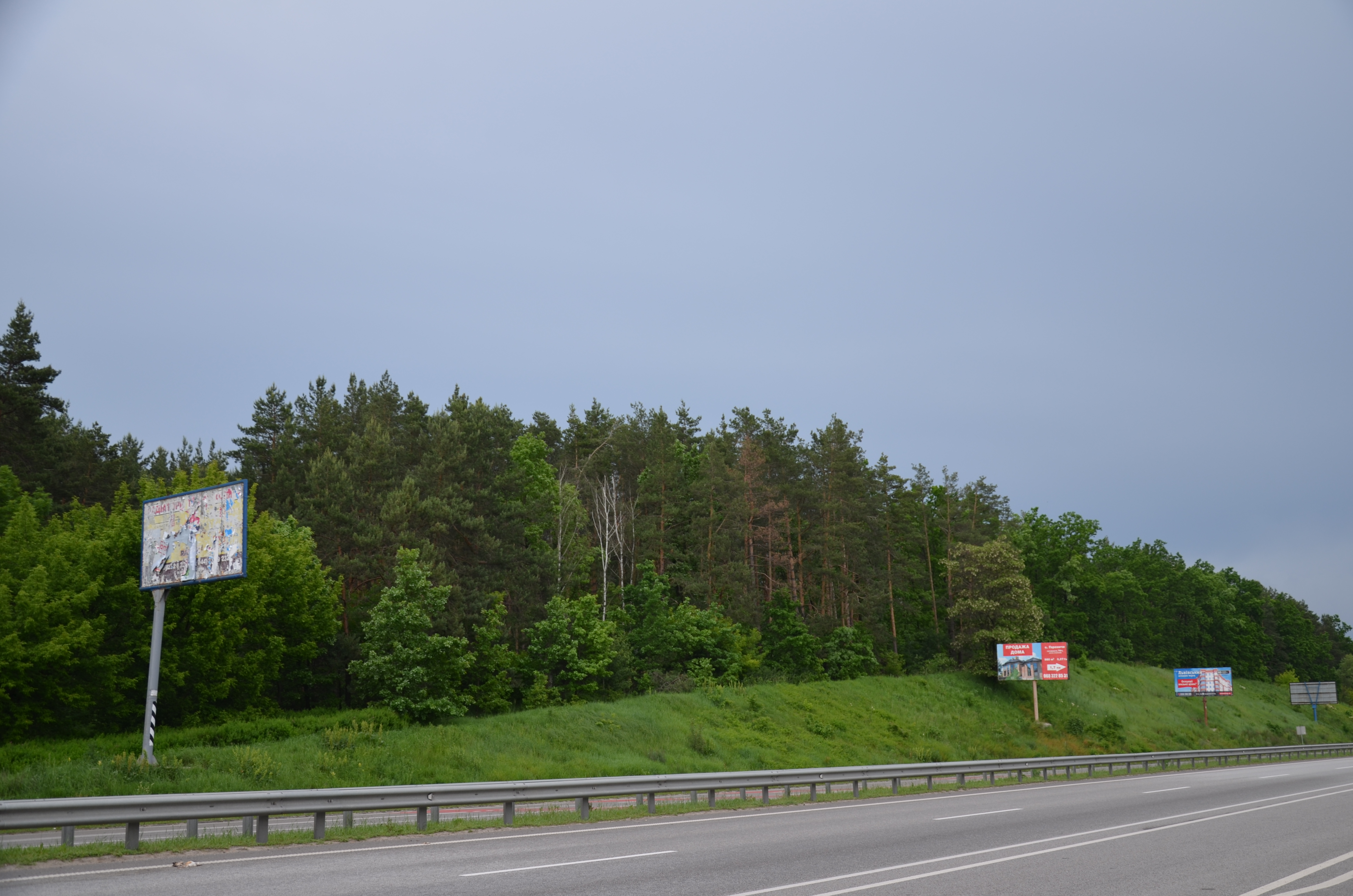
Гореницький заказник

У 1930-х роках біля села було збудовано ДОТ, який зіграв вирішальну роль під час оборони Києва в Другій світовій війні. ДОТ № 410 повністю вмуровано в опору мосту через річку Ірпінь.
У 1947 році було створено Ірпінське міжрайонне управління водного господарства, станом на 2016 рік, існує.
Наприкінці 1960-х років у селі було створено Київська живорибна база, яка постачала рибою місто Київ. Наприкінці 2000-х років підприємство припинило існування.

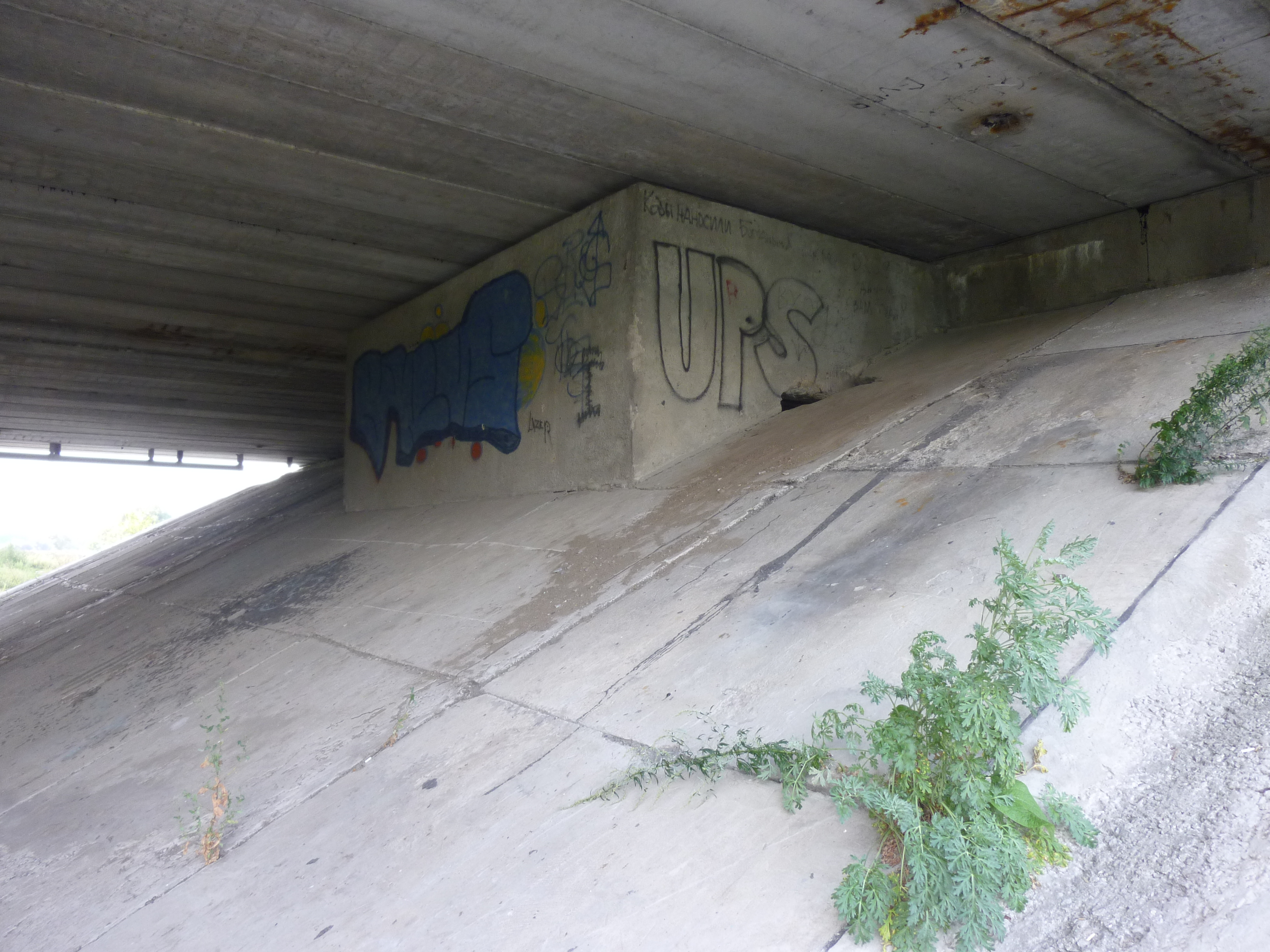
ДОТ № 410 (КиУР)

Поряд із селом Стоянка знаходиться Гореницький заказник — один з об'єктів природно-заповідного фонду Київської області, лісовий заказник місцевого значення.

## Російське вторгнення (2022)
25 лютого 2022 року село зазнало авіаційного обстрілу. Загинуло двоє людей. У ніч із 25 на 26 лютого було підірвано міст через річку Ірпінь до Києва. 
Стоянка ніколи не була окупована. Москалі зупинилися в Капітанівці та за 1.5 км. напрямку Стоянка 2.

## Населення

### Мова
Розподіл населення за рідною мовою за даними перепису 2001 року:
| Мова       | Кількість | Відсоток |
| ---------- | --------- | -------- |
| українська | 387       | 95.56%   |
| російська  | 17        | 4.20%    |
| білоруська | 1         | 0.24%    |
| Усього     | 405       | 100%     |

## Економіка
- ПП "Трансвугілля";
- ТОВ "Мобайл Солюшн" — виробництво сумок, чохлів до мобільних телефонів та інших виробів зі шкіри.[2]

## Соціальна сфера
Фельдершський пункт 40 років очолює Захарчук Антоніна Миколаївна.

## Церква
У селі ведеться будівництво церкви Святого Миколи-чудотворця. Настоятель отець Богдан із допомогою селян продовжує будівництво храму.

## Прокурорське село
Через близькість до Києва (5 км на захід від Києва) та наявність річки Ірпінь і лісу тут з порушенням закону поселилося чимало українських прокурорів. За даними ЗМІ, незаконно отримувати землю допомагали Києво-Святошинська РДА, Мінрегіонбуд, Гореницька сільрада.
Станом на 2019 рік у селі продовжує жити Генеральний прокурор України Юрій Луценко зі своєю сім'єю. За його словами, будинок вони орендують, хоча активісти знайшли запис про право власності, де вказаний власник будинку — батько дружини Луценка, Нарембік Степан Васильович.

## Світлини

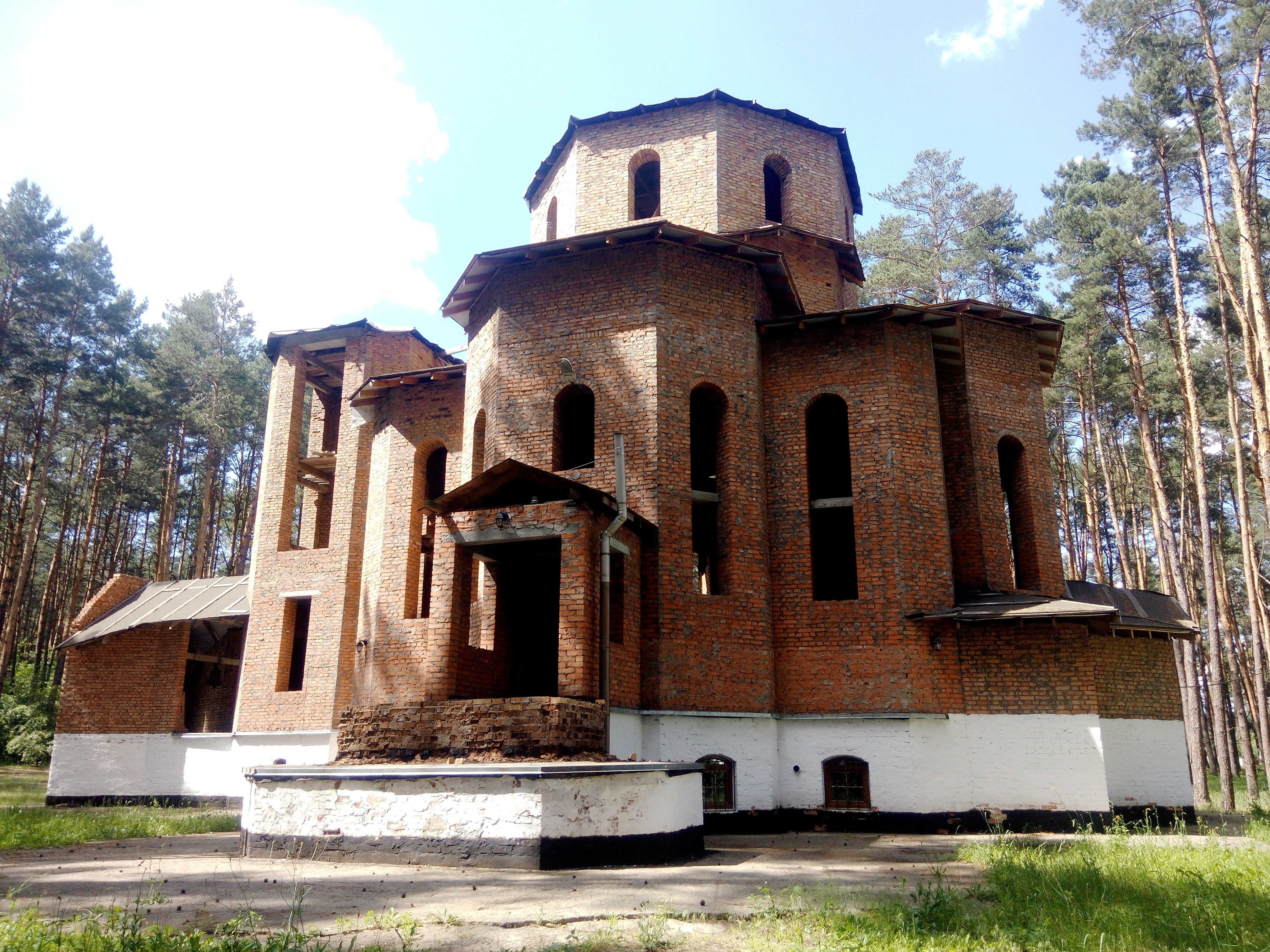
Свято-Миколаївський храм у стадії будівництва (червень 2021)
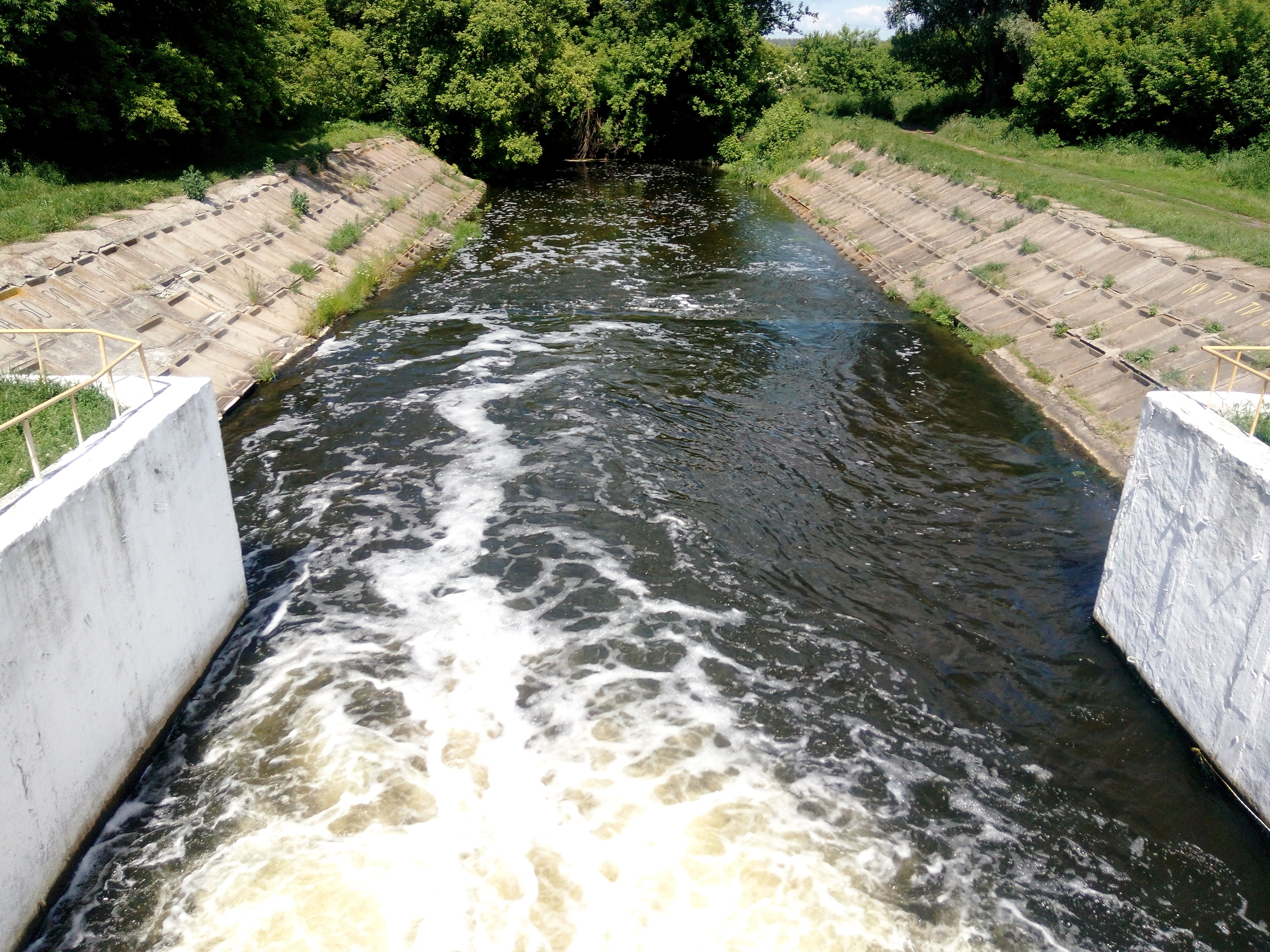
Вид з дамби на річку Ірпінь